# Passion sous les tropiques (film, 1940)
Pour les articles homonymes, voir Victory.
Pour le film de Rudolph Maté sorti en 1953, voir Passion sous les tropiques.
Pour plus de détails, voir Fiche technique et Distribution.
Passion sous les tropiques (titre original : Victory) est un film américain réalisé par John Cromwell, sorti en 1940.

## Fiche technique
- Titre original : Victory
- Réalisation : John Cromwell
- Scénario : John L. Balderston d'après le roman de Joseph Conrad
- Photographie : Leo Tover
- Montage : William Shea
- Musique : Friedrich Hollaender
- Société de production : Paramount Pictures
- Pays d'origine : États-Unis
- Format : Noir et blanc - 1,37:1 - Mono
- Genre : aventure
- Date de sortie : 1940

## Distribution
- Fredric March : Hendrik Heyst
- Betty Field : Alma
- Cedric Hardwicke : Mr Jones
- Jerome Cowan : Martin Ricardo
- Sig Ruman : Mr Schomberg
- Margaret Wycherly : Mrs Schomberg
- Fritz Feld : Signor Makanoff
- Lionel Royce : Pedro
- Rafaela Ottiano : Madame Makanoff
- Parmi les acteurs non crédités :
- Edward Fielding : Fetherston
- Roger Imhof : Captain Davidson
- Alan Ladd : Heyst à 18 ans
- Francis Pierlot : McKenzie